# Leptostomias bilobatus
Leptostomias bilobatus is een straalvinnige vissensoort uit de familie van Stomiidae. De wetenschappelijke naam van de soort is voor het eerst geldig gepubliceerd in 1956 door Koefoed.